# Nagy Árpád (régész)
Nagy Árpád (Grossengersdorf, 1945. március 11. – Eger, 1989. január 24.) régész.

## Élete
Az általános és a középiskolai tanulmányait Egerben végezte. 1963-ban érettségizett a Gárdonyi Géza Gimnáziumban. Az Eötvös Loránd Tudományegyetem Bölcsészettudományi Karán tanult tovább régészet-történelem szakon. 1968-ban szerzett diplomát László Gyula professzor tanítványaként. 
Államvizsgái előtt visszatért Egerbe és 1968-tól az egri Dobó István Vármúzeum régész-muzeológusa lett. 1971-ben doktorált. 1974-1976 között a székesfehérvári István Király Múzeumban dolgozott. Érdeklődése elsősorban a magyar honfoglalás és a korai Árpád-kor történetének régészeti kérdéseire irányult. 
Tulajdonságai alapján a magyar régészet nagy reménysége volt, azonban élete hamar félresiklott.

## Művei
- 1969 Az Eger–Szépasszony-völgyi X. századi temető. Az Egri Múzeum Évkönyve 6.
- 1969 Eger környéki és Tisza-vidéki besenyő települések a X.–XI. században. Az Egri Múzeum Évkönyve 7.
- 1972 Négy renaissance kori síremlék a középkori egri Szent János székesegyházból. Az Egri Múzeum Évkönyve 8-9.
- 1972 A székesfehérvári XI. századi szarkofág eredete és ikonográfiája. Művészettörténeti Értesítő XXI, 165-176.
- 1974 Origine et iconographie du sarkophage de Székesfehérvár. Alba Regia XIII (1972), 167–184.

Legtöbb írása a Dobó István Vármúzeum Évkönyvében, az Egri Vár Híradójában és az Alba Regiaban látott napvilágot.

## Külső hivatkozások
- Bródy Sándor Megyei és Városi Könyvtár